# Robin Wilzeck
Robin Wilzeck (Forst (Lausitz), 27 aprile 1999) è un ex giocatore di football americano tedesco, che ha giocato come wide receiver.
Dopo aver giocato per la giovanile, la seconda squadra e la prima squadra dei Dresden Monarchs gioca in ELF, con i Berlin Thunder.

## Palmarès
- 1 German Bowl (Dresden Monarchs, 2021)
- 1 Oberliga Ost (Dresden Monarchs II, 2019)